# Seseia

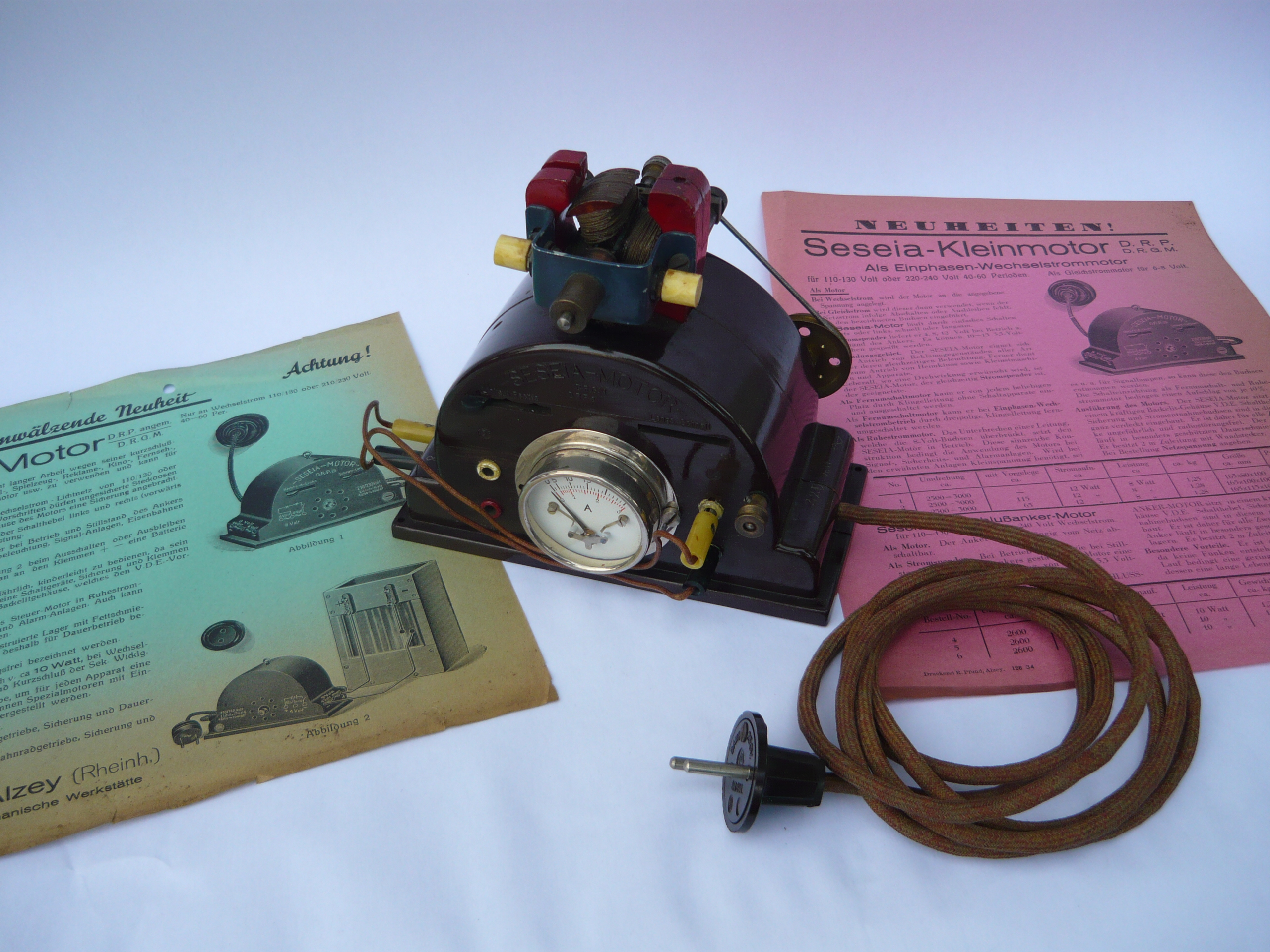
Seseia-Motor mit zeitgenössischen Werbeschriften

Seseia ist ein Akronym für die Firma Sebastian Seitner Alzey, auch bezeichnet als Seseia-Motorenfabrik Elektro-Mechanische Werkstätte Alzey (Rheinhessen).

## Geschichte
Bereits in den 1920er Jahren existierte das Elektroinstallationsgeschäft von Sebastian Seitner in der Alzeyer Spießgasse.
Das Unternehmen produzierte in den 1930er Jahren Elektromotoren unter der Bezeichnung „Seseia-Motor“ (auch „Seseia-Kleinmotor“) als Patent beim Deutschen Reichspatentamt (D.R.P.) und als Deutsches Reichs-Gebrauchsmuster D.R.G.M. angemeldet sowie entsprechendes Zubehör.
Die Motoren wurden als Lehrmodelle, aber auch als Spielzeugmotoren für den Antrieb der damals verbreiteten Antriebsmodelle für Modelldampfmaschinen beworben. Diese konnten mittels Transmissionsriemen über eine am Motor integrierten Schnurlaufrolle betrieben werden. Auch eine Verwendung als Aquariumsdurchlüfter, Rühr- und Schüttelwerk oder Reklamedrehwerk wurde vom Hersteller – in Verbindung mit entsprechend bestellbarem Zubehör – angeboten.
Laut zeitgenössischen Werbeschriften konnte der Seseia-Motor als Wechselstrommotor für 110/130 oder 210/240 Volt oder als Gleichstrommotor für 6–8 Volt geliefert werden, die Leistung betrug 8 Watt bei 2500–3000/min. und einer Stromaufnahme von 12 Watt. Die Laufrichtung war umkehrbar, es standen zwei Geschwindigkeiten zur Verfügung. Über eine Klingelleitung war auch eine Fernschaltung des Motors möglich.
Drei verschiedene Ausführungen waren, nach Preisklassen gestaffelt, bestellbar, welche sich durch die Größe des Bakelit-Gehäuses sowie in Ausstattungsdetails unterschieden. So hatten die teureren Modelle ein an der Vorderseite angebrachtes Voltmeter.
1936 trat Sebastian Seitner Patentrechte an das Lüdenscheider Fördertechnikunternehmen Firma Markes & Co. GmbH ab.